# 21e étape du Tour d'Italie 2018
Pour un article plus général, voir Tour d'Italie 2018.
La 21e étape du Tour d'Italie 2018 se déroule le dimanche 27 mai 2018, à Rome (Latium) sur une distance de 115 km.

## Parcours
Cette 21e étape et dernière étape du Tour d'Italie 2018, est un parcours d'une distance de  115 km. Elle est classée étape de plaine car elle ne comporte aucune difficulté répertoriée. C'est un circuit long de 11,5 km, parcouru dix fois, avec deux sprints intermédiaires lors du cinquième et septième passages sur la ligne d'arrivée.

## Résultats
| \| Classement de l'étape \| Classement de l'étape \| Classement de l'étape \| Classement de l'étape \| Classement de l'étape \| \| Coureur \| Coureur \| Pays \| Équipe \| Temps \| \| --------------------- \| --------------------- \| --------------------- \| --------------------------- \| --------------------- \| \| 1er \| Sam Bennett \| Irlande \| Bora-Hansgrohe \| 2 h 50 min 49 s \| \| 2e \| Elia Viviani \| Italie \| Quick-Step Floors \| + 0 s \| \| 3e \| Jempy Drucker \| Luxembourg \| BMC Racing Team \| + 0 s \| \| 4e \| Baptiste Planckaert \| Belgique \| Katusha-Alpecin \| + 0 s \| \| 5e \| Manuel Belletti \| Italie \| Androni Giocattoli-Sidermec \| + 0 s \| \| 6e \| Sacha Modolo \| Italie \| EF Education First-Drapac \| + 0 s \| \| 7e \| Niccolò Bonifazio \| Italie \| Bahrain-Merida \| + 0 s \| \| 8e \| Clément Venturini \| France \| AG2R La Mondiale \| + 0 s \| \| 9e \| Paolo Simion \| Italie \| Bardiani CSF \| + 0 s \| \| 10e \| Fabio Sabatini \| Italie \| Quick-Step Floors \| + 0 s \| \| 10e \| Jan Polanc \| Slovénie \| UAE Team Emirates \| + 0 s \| |                     |            |                             |                 |
| |                     |            |                             |                 |
| Source : ProCyclingStats |                     |            |                             |                 |
| Classement de l'étape |                     |            |                             |                 |
| Coureur | Coureur             | Pays       | Équipe                      | Temps           |
| 1er | Sam Bennett         | Irlande    | Bora-Hansgrohe              | 2 h 50 min 49 s |
| 2e | Elia Viviani        | Italie     | Quick-Step Floors           | + 0 s           |
| 3e | Jempy Drucker       | Luxembourg | BMC Racing Team             | + 0 s           |
| 4e | Baptiste Planckaert | Belgique   | Katusha-Alpecin             | + 0 s           |
| 5e | Manuel Belletti     | Italie     | Androni Giocattoli-Sidermec | + 0 s           |
| 6e | Sacha Modolo        | Italie     | EF Education First-Drapac   | + 0 s           |
| 7e | Niccolò Bonifazio   | Italie     | Bahrain-Merida              | + 0 s           |
| 8e | Clément Venturini   | France     | AG2R La Mondiale            | + 0 s           |
| 9e | Paolo Simion        | Italie     | Bardiani CSF                | + 0 s           |
| 10e | Fabio Sabatini      | Italie     | Quick-Step Floors           | + 0 s           |
| 10e | Jan Polanc          | Slovénie   | UAE Team Emirates           | + 0 s           |

### Points attribués
|   | Cycliste         | Pays   | Équipe                                                       | Points |
| - | ---------------- | ------ | ------------------------------------------------------------ | ------ |
| 1 | Davide Ballerini | Italie | Saison 2018 de l'équipe cycliste Androni Giocattoli-Sidermec | 20     |
| 2 |                  |        |                                                              | 12     |
| 3 |                  |        |                                                              | 8      |
| 4 |                  |        |                                                              | 6      |
| 5 |                  |        |                                                              | 4      |
| 6 |                  |        |                                                              | 3      |
| 7 |                  |        |                                                              | 2      |
| 8 |                  |        |                                                              | 1      |

|   | Cycliste | Pays | Équipe | Points | Bonif |
| - | -------- | ---- | ------ | ------ | ----- |
| 1 |          |      |        | 20     | 3 s   |
| 2 |          |      |        | 12     | 2 s   |
| 3 |          |      |        | 8      | 1 s   |
| 4 |          |      |        | 6      |       |
| 5 |          |      |        | 4      |       |
| 6 |          |      |        | 3      |       |
| 7 |          |      |        | 2      |       |
| 8 |          |      |        | 1      |       |

| - Sprint final à Rome (km 115) : \| \| Cycliste \| Pays \| Équipe \| Points \| Bonif \| \| -- \| -------- \| ---- \| ------ \| ------ \| ----- \| \| 1 \| \| \| \| 50 \| 10 s \| \| 2 \| \| \| \| 35 \| 6 s \| \| 3 \| \| \| \| 25 \| 4 s \| \| 4 \| \| \| \| 18 \| \| \| 5 \| \| \| \| 14 \| \| \| 6 \| \| \| \| 12 \| \| \| 7 \| \| \| \| 10 \| \| \| 8 \| \| \| \| 8 \| \| \| 9 \| \| \| \| 7 \| \| \| 10 \| \| \| \| 6 \| \| \| 11 \| \| \| \| 5 \| \| \| 12 \| \| \| \| 4 \| \| \| 13 \| \| \| \| 3 \| \| \| 14 \| \| \| \| 2 \| \| \| 15 \| \| \| \| 1 \| \| |          |      |        |        |       |
| | Cycliste | Pays | Équipe | Points | Bonif |
| 1 |          |      |        | 50     | 10 s  |
| 2 |          |      |        | 35     | 6 s   |
| 3 |          |      |        | 25     | 4 s   |
| 4 |          |      |        | 18     |       |
| 5 |          |      |        | 14     |       |
| 6 |          |      |        | 12     |       |
| 7 |          |      |        | 10     |       |
| 8 |          |      |        | 8      |       |
| 9 |          |      |        | 7      |       |
| 10 |          |      |        | 6      |       |
| 11 |          |      |        | 5      |       |
| 12 |          |      |        | 4      |       |
| 13 |          |      |        | 3      |       |
| 14 |          |      |        | 2      |       |
| 15 |          |      |        | 1      |       |

## Classements finals

### Classement général
| \| Classement général \| Classement général \| Classement général \| Classement général \| Classement général \| \| Coureur \| Coureur \| Pays \| Équipe \| Temps \| \| ------------------ \| ------------------ \| ------------------ \| ------------------ \| ------------------ \| \| 1er \| Christopher Froome \| Royaume-Uni \| Team Sky \| 89 h 02 min 39 s \| \| 2e \| Tom Dumoulin \| Pays-Bas \| Team Sunweb \| + 46 s \| \| 3e \| Miguel Ángel López \| Colombie \| Astana \| + 4 min 57 s \| \| 4e \| Richard Carapaz \| Équateur \| Movistar Team \| + 5 min 44 s \| \| 5e \| Domenico Pozzovivo \| Italie \| Bahrain-Merida \| + 8 min 03 s \| \| 6e \| Pello Bilbao \| Espagne \| Astana \| + 11 min 50 s \| \| 7e \| Patrick Konrad \| Autriche \| Bora-Hansgrohe \| + 13 min 01 s \| \| 8e \| George Bennett \| Nouvelle-Zélande \| LottoNL-Jumbo \| + 13 min 17 s \| \| 9e \| Sam Oomen \| Pays-Bas \| Team Sunweb \| + 14 min 18 s \| \| 10e \| Davide Formolo \| Italie \| Bora-Hansgrohe \| + 15 min 16 s \| |                    |                  |                |                  |
| |                    |                  |                |                  |
| Source : ProCyclingStats |                    |                  |                |                  |
| Classement général |                    |                  |                |                  |
| Coureur | Coureur            | Pays             | Équipe         | Temps            |
| 1er | Christopher Froome | Royaume-Uni      | Team Sky       | 89 h 02 min 39 s |
| 2e | Tom Dumoulin       | Pays-Bas         | Team Sunweb    | + 46 s           |
| 3e | Miguel Ángel López | Colombie         | Astana         | + 4 min 57 s     |
| 4e | Richard Carapaz    | Équateur         | Movistar Team  | + 5 min 44 s     |
| 5e | Domenico Pozzovivo | Italie           | Bahrain-Merida | + 8 min 03 s     |
| 6e | Pello Bilbao       | Espagne          | Astana         | + 11 min 50 s    |
| 7e | Patrick Konrad     | Autriche         | Bora-Hansgrohe | + 13 min 01 s    |
| 8e | George Bennett     | Nouvelle-Zélande | LottoNL-Jumbo  | + 13 min 17 s    |
| 9e | Sam Oomen          | Pays-Bas         | Team Sunweb    | + 14 min 18 s    |
| 10e | Davide Formolo     | Italie           | Bora-Hansgrohe | + 15 min 16 s    |

### Classements annexes finals
| Classement par points | Classement par points | Classement par points | Classement par points         | Classement par points |
| Coureur               | Coureur               | Pays                  | Équipe                        | Points                |
| --------------------- | --------------------- | --------------------- | ----------------------------- | --------------------- |
| 1er                   | Elia Viviani          | Italie                | Quick-Step Floors             | 341 pts               |
| 2e                    | Sam Bennett           | Irlande               | Bora-Hansgrohe                | 282 pts               |
| 3e                    | Davide Ballerini      | Italie                | Androni Giocattoli-Sidermec   | 147 pts               |
| 4e                    | Sacha Modolo          | Italie                | EF Education First-Drapac     | 122 pts               |
| 5e                    | Simon Yates           | Royaume-Uni           | Mitchelton-Scott              | 113 pts               |
| 6e                    | Marco Frapporti       | Italie                | Androni Giocattoli-Sidermec   | 111 pts               |
| 7e                    | Danny van Poppel      | Pays-Bas              | LottoNL-Jumbo                 | 107 pts               |
| 8e                    | Niccolò Bonifazio     | Italie                | Bahrain-Merida                | 103 pts               |
| 9e                    | Eugert Zhupa          | Albanie               | Wilier Triestina-Selle Italia | 84 pts                |
| 10e                   | Tom Dumoulin          | Pays-Bas              | Team Sunweb                   | 73 pts                |

| Classement par points | Classement par points | Classement par points | Classement par points         | Classement par points |
| Coureur               | Coureur               | Pays                  | Équipe                        | Points                |
| --------------------- | --------------------- | --------------------- | ----------------------------- | --------------------- |
| 1er                   | Elia Viviani          | Italie                | Quick-Step Floors             | 341 pts               |
| 2e                    | Sam Bennett           | Irlande               | Bora-Hansgrohe                | 282 pts               |
| 3e                    | Davide Ballerini      | Italie                | Androni Giocattoli-Sidermec   | 147 pts               |
| 4e                    | Sacha Modolo          | Italie                | EF Education First-Drapac     | 122 pts               |
| 5e                    | Simon Yates           | Royaume-Uni           | Mitchelton-Scott              | 113 pts               |
| 6e                    | Marco Frapporti       | Italie                | Androni Giocattoli-Sidermec   | 111 pts               |
| 7e                    | Danny van Poppel      | Pays-Bas              | LottoNL-Jumbo                 | 107 pts               |
| 8e                    | Niccolò Bonifazio     | Italie                | Bahrain-Merida                | 103 pts               |
| 9e                    | Eugert Zhupa          | Albanie               | Wilier Triestina-Selle Italia | 84 pts                |
| 10e                   | Tom Dumoulin          | Pays-Bas              | Team Sunweb                   | 73 pts                |

| Classement de la montagne | Classement de la montagne | Classement de la montagne | Classement de la montagne | Classement de la montagne |
| Coureur                   | Coureur                   | Pays                      | Équipe                    | Points                    |
| ------------------------- | ------------------------- | ------------------------- | ------------------------- | ------------------------- |
| 1er                       | Christopher Froome        | Royaume-Uni               | Team Sky                  | 125 pts                   |
| 2e                        | Giulio Ciccone            | Italie                    | Bardiani CSF              | 108 pts                   |
| 3e                        | Simon Yates               | Royaume-Uni               | Mitchelton-Scott          | 91 pts                    |
| 4e                        | Mikel Nieve               | Espagne                   | Mitchelton-Scott          | 79 pts                    |
| 5e                        | Richard Carapaz           | Équateur                  | Movistar Team             | 65 pts                    |
| 6e                        | Tom Dumoulin              | Pays-Bas                  | Team Sunweb               | 49 pts                    |
| 7e                        | Esteban Chaves            | Colombie                  | Mitchelton-Scott          | 47 pts                    |
| 8e                        | Valerio Conti             | Italie                    | UAE Team Emirates         | 42 pts                    |
| 9e                        | Domenico Pozzovivo        | Italie                    | Bahrain-Merida            | 40 pts                    |
| 10e                       | Matteo Montaguti          | Italie                    | AG2R La Mondiale          | 37 pts                    |

| Classement de la montagne | Classement de la montagne | Classement de la montagne | Classement de la montagne | Classement de la montagne |
| Coureur                   | Coureur                   | Pays                      | Équipe                    | Points                    |
| ------------------------- | ------------------------- | ------------------------- | ------------------------- | ------------------------- |
| 1er                       | Christopher Froome        | Royaume-Uni               | Team Sky                  | 125 pts                   |
| 2e                        | Giulio Ciccone            | Italie                    | Bardiani CSF              | 108 pts                   |
| 3e                        | Simon Yates               | Royaume-Uni               | Mitchelton-Scott          | 91 pts                    |
| 4e                        | Mikel Nieve               | Espagne                   | Mitchelton-Scott          | 79 pts                    |
| 5e                        | Richard Carapaz           | Équateur                  | Movistar Team             | 65 pts                    |
| 6e                        | Tom Dumoulin              | Pays-Bas                  | Team Sunweb               | 49 pts                    |
| 7e                        | Esteban Chaves            | Colombie                  | Mitchelton-Scott          | 47 pts                    |
| 8e                        | Valerio Conti             | Italie                    | UAE Team Emirates         | 42 pts                    |
| 9e                        | Domenico Pozzovivo        | Italie                    | Bahrain-Merida            | 40 pts                    |
| 10e                       | Matteo Montaguti          | Italie                    | AG2R La Mondiale          | 37 pts                    |

| Classement du meilleur jeune | Classement du meilleur jeune | Classement du meilleur jeune | Classement du meilleur jeune | Classement du meilleur jeune |
| Coureur                      | Coureur                      | Pays                         | Équipe                       | Temps                        |
| ---------------------------- | ---------------------------- | ---------------------------- | ---------------------------- | ---------------------------- |
| 1er                          | Miguel Ángel López           | Colombie                     | Astana                       | 89 h 07 min 36 s             |
| 2e                           | Richard Carapaz              | Équateur                     | Movistar Team                | + 47 s                       |
| 3e                           | Sam Oomen                    | Pays-Bas                     | Team Sunweb                  | + 9 min 21 s                 |
| 4e                           | Valerio Conti                | Italie                       | UAE Team Emirates            | + 1 h 18 min 07 s            |
| 5e                           | Fausto Masnada               | Italie                       | Androni Giocattoli-Sidermec  | + 1 h 21 min 16 s            |
| 6e                           | Felix Großschartner          | Autriche                     | Bora-Hansgrohe               | + 1 h 23 min 50 s            |
| 7e                           | Matej Mohorič                | Slovénie                     | Bahrain-Merida               | + 1 h 35 min 21 s            |
| 8e                           | Maximilian Schachmann        | Allemagne                    | Quick-Step Floors            | + 1 h 36 min 39 s            |
| 9e                           | Jack Haig                    | Australie                    | Mitchelton-Scott             | + 1 h 58 min 09 s            |
| 10e                          | Giulio Ciccone               | Italie                       | Bardiani CSF                 | + 2 h 03 min 58 s            |

| Classement du meilleur jeune | Classement du meilleur jeune | Classement du meilleur jeune | Classement du meilleur jeune | Classement du meilleur jeune |
| Coureur                      | Coureur                      | Pays                         | Équipe                       | Temps                        |
| ---------------------------- | ---------------------------- | ---------------------------- | ---------------------------- | ---------------------------- |
| 1er                          | Miguel Ángel López           | Colombie                     | Astana                       | 89 h 07 min 36 s             |
| 2e                           | Richard Carapaz              | Équateur                     | Movistar Team                | + 47 s                       |
| 3e                           | Sam Oomen                    | Pays-Bas                     | Team Sunweb                  | + 9 min 21 s                 |
| 4e                           | Valerio Conti                | Italie                       | UAE Team Emirates            | + 1 h 18 min 07 s            |
| 5e                           | Fausto Masnada               | Italie                       | Androni Giocattoli-Sidermec  | + 1 h 21 min 16 s            |
| 6e                           | Felix Großschartner          | Autriche                     | Bora-Hansgrohe               | + 1 h 23 min 50 s            |
| 7e                           | Matej Mohorič                | Slovénie                     | Bahrain-Merida               | + 1 h 35 min 21 s            |
| 8e                           | Maximilian Schachmann        | Allemagne                    | Quick-Step Floors            | + 1 h 36 min 39 s            |
| 9e                           | Jack Haig                    | Australie                    | Mitchelton-Scott             | + 1 h 58 min 09 s            |
| 10e                          | Giulio Ciccone               | Italie                       | Bardiani CSF                 | + 2 h 03 min 58 s            |

| Classement par équipes | Classement par équipes | Classement par équipes | Classement par équipes |
| Équipe                 | Équipe                 | Pays                   | Temps                  |
| ---------------------- | ---------------------- | ---------------------- | ---------------------- |
| 1re                    | Sky                    | Royaume-Uni            | 267 h 48 min 47 s      |
| 2e                     | Astana                 | Kazakhstan             | + 24 min 58 s          |
| 3e                     | Bora-Hansgrohe         | Allemagne              | + 43 min 32 s          |
| 4e                     | Team Sunweb            | Allemagne              | + 1 h 14 min 35 s      |
| 5e                     | AG2R La Mondiale       | France                 | + 1 h 30 min 32 s      |
| 6e                     | Movistar Team          | Espagne                | + 1 h 39 min 45 s      |
| 7e                     | Lotto NL-Jumbo         | Pays-Bas               | + 1 h 47 min 01 s      |
| 8e                     | Mitchelton-Scott       | Australie              | + 2 h 31 min 52 s      |
| 9e                     | UAE Team Emirates      | Émirats arabes unis    | + 2 h 33 min 27 s      |
| 10e                    | Groupama-FDJ           | France                 | + 2 h 34 min 04 s      |

| Classement par équipes | Classement par équipes | Classement par équipes | Classement par équipes |
| Équipe                 | Équipe                 | Pays                   | Temps                  |
| ---------------------- | ---------------------- | ---------------------- | ---------------------- |
| 1re                    | Sky                    | Royaume-Uni            | 267 h 48 min 47 s      |
| 2e                     | Astana                 | Kazakhstan             | + 24 min 58 s          |
| 3e                     | Bora-Hansgrohe         | Allemagne              | + 43 min 32 s          |
| 4e                     | Team Sunweb            | Allemagne              | + 1 h 14 min 35 s      |
| 5e                     | AG2R La Mondiale       | France                 | + 1 h 30 min 32 s      |
| 6e                     | Movistar Team          | Espagne                | + 1 h 39 min 45 s      |
| 7e                     | Lotto NL-Jumbo         | Pays-Bas               | + 1 h 47 min 01 s      |
| 8e                     | Mitchelton-Scott       | Australie              | + 2 h 31 min 52 s      |
| 9e                     | UAE Team Emirates      | Émirats arabes unis    | + 2 h 33 min 27 s      |
| 10e                    | Groupama-FDJ           | France                 | + 2 h 34 min 04 s      |

## Abandons
- 81 -  Thibaut Pinot (Groupama-FDJ) : non-partant[1].
- 83 -  Matthieu Ladagnous (Groupama-FDJ) : abandon